# Henriettea strigosa
Henriettea strigosa är en tvåhjärtbladig växtart som beskrevs av Henry Allan Gleason. Henriettea strigosa ingår i släktet Henriettea och familjen Melastomataceae.
Artens utbredningsområde är Belize. Inga underarter finns listade i Catalogue of Life.